# Talkuńce
Talkuńce (biał. Талькунцы; ros. Талькунцы) – wieś na Białorusi, w obwodzie grodzieńskim, w rejonie werenowskim, w sielsowiecie Raduń, w pobliżu ujścia Raduńki i Nieszkrupy do Dzitwy.
W XIX w. wieś i dwa folwarki. Wieś i folwark położony nad Dzitwą zamieszkałe były przez katolików. W folwarku nad Raduńką mieszkali Żydzi i Tatarzy. W dwudziestoleciu międzywojennym Talkuńce leżały w Polsce, w województwie nowogródzkim, w powiecie lidzkim, w gminie Raduń. Po II wojnie światowej w granicach Związku Sowieckiego. Od 1991 w niepodległej Białorusi.